# Анджела Рейнер
Анджела Рейнер (англ. Angela Rayner; нар. 28 березня 1980, Стокпорт), до шлюбу Боуен (англ. Bowen) — британська політична та профспілкова діячка, членкиня Лейбористської партії. Заступниця прем'єр-міністра Великобританії з 5 липня 2024 року.